# Čikvásky
Čikvásky jsou malá vesnice, část obce Košťálov v okrese Semily. Nachází se asi jeden kilometr severozápadně od Košťálova.
Čikvásky jsou také název katastrálního území o rozloze 2,22 km².

## Historie
První písemná zmínka o vesnici pochází z roku 1395.

## Pamětihodnosti
Mezi nejvýznamnější pamětihodnosti patří kaplička ve středu obce a domky podkrkonošské architektury. Při cestě od Košťálova se nachází též Hlubůčkova studánka.